# Stephen Park
Pour les articles homonymes, voir Park.
Stephen Park, né en 1962, est un artiste et humoriste britannique.
Il a été brièvement associé aux Young British Artists (YBA) à la fin des années 1980 et au début des années 1990 et a participé à l'exposition fondatrice Freeze.

## Biographie
Stephen Park naît à Édimbourg et grandit à Newcastle où il fréquente le Bath Lane College of Art (1981-1982). Il s'installe à Londres en 1982 où il fréquente le Goldsmiths College (1982–1985) puis la Slade School of Fine Art (1985–1987). Au début de sa carrière, il participe aux expositions à l'Institute of Contemporary Arts et aux Serpentine Galleries. Il est l'un des artistes exposant à Freeze organisée par Damien Hirst en 1988. Il s'est par la suite distancé des Young British Artists et reste par conséquent relativement méconnu.
Au début des années 1990, il retourne à la Slade School of Fine Art pendant deux ans en tant que « Henry Moore Fellow ». En 1998, il expose des dessins et des sculptures à la Richard Salmon Gallery. Depuis 2003, il se produit dans le sud-ouest de l'Angleterre en tant que comédien, notamment au LitFest à Port Eliot (en).